# Salton Sea - Incubi e menzogne
Salton Sea - Incubi e menzogne (The Salton Sea) è un film drammatico del 2002 diretto da D.J. Caruso.

## Trama
Danny Parker è un tossicomane con un solo vero amico, Jimmy, ma del tutto immerso nel mondo dei droga party e della piccola criminalità. Danny in realtà è Tom Van Allen, un uomo ossessionato dal cercare gli assassini di sua moglie, morta mentre si trovavano casualmente entrambi dentro una fabbrica di droga presso il lago Salton, e che sospetta essere due poliziotti. Per questo motivo crea l'identità di Danny Parker e sotto tale identità comincia a collaborare proprio con loro due come informatore al fine di esser certo della loro colpevolezza. Nonostante la sua pazienza però, Danny non trova mai l'occasione giusta per verificare la sua teoria in quanto serve un grosso affare per adescare i due poliziotti. Stanco di aspettare l'occasione giusta Danny si rivolge all'FBI che dopo una serie di accertamenti su i due poliziotti dà credito alle parole di Danny e con il suo aiuto tendono una trappola agli assassini. Jimmy mette Danny in contatto con un cuoco di nome Pooh Bear, uno psicopatico a cui hanno amputato il naso in seguito ad un abuso di droga, a cui propone un grosso affare. Un agente dell'FBI si finge il compratore, così Morgan e Al si spera cadranno nel tranello.
Tutto sembra filare liscio ma Danny depista l'FBI grazie all'aiuto di Jimmy e si reca da solo all'appuntamento con Pooh Bear con il chiaro intento di vendicare la morte di sua moglie. Pooh Bear cerca di far fuori Danny per tenersi i soldi ma lui, per via del suo piano da molto tempo programmato, aveva fissato una pistola sotto al tavolo in casa di Pooh Bear e quando si accorge che stanno per sparargli reagisce. Dopo una violenta sparatoria l'unico a sembrare ancora in vita sembra essere, seppur ferito, Pooh bear mentre Danny giace al suolo in una pozza di sangue. Il cuoco a questo punto si trascina in un'altra stanza e si prepara una dose di qualche droga, ma proprio mentre si accinge ad iniettarsela fanno irruzione i due poliziotti con il volto coperto da passamontagna e lo giustiziano. A questo punto rinviene Danny che coperto da giubbotto antiproiettile era solo stordito.

Al viene subito colpito a morte mentre Morgan viene solo ferito. Danny spara poi ulteriormente alla gamba di Morgan e ne segue una discussione tra i due grazie alla quale il poliziotto riesce a cogliere di sorpresa Danny ed a disarmarlo. La situazione sembra invertita ma l'arma che aveva in mano Danny era scarica e Morgan finisce con il subire una fatale iniezione in gola. Danny prova a suicidarsi ma non vi riesce e decide di porre fine all'agonia di Morgan e tornare a casa. Sembra tutto finito ma mentre Danny si accinge a suonare la tromba fa irruzione in casa sua un criminale, l'uomo della sua vicina di casa alla quale aveva offerto aiuto in quanto informatore della polizia per liberarsi del violento fidanzato ma che aveva deciso di non sfruttarlo. L'uomo gli spara nello stomaco e una sigaretta va ad innescare un incendio dal quale Tom non sembra poter uscire vivo.
Ma Jimmy interviene a salvarlo dalle fiamme e da quel momento inizia la nuova vita di un uomo che non è più Tom Van Allen ma nemmeno Danny Parker, nemmeno lui sa ancora chi sia, ma almeno quest'uomo ha un futuro.
'

## Curiosità
Il mini market dove Danny si ferma a comprare le sigarette intorno al 72º minuto, è lo stesso edificio usato come location per l'officina di Dominic Toretto in Fast and Furious.